# Valhuon
 Valhuon  es una población y comuna francesa, situada en la región de Norte-Paso de Calais, departamento de Paso de Calais, en el distrito de Arras y cantón de Heuchin.

## Demografía
| 396 | 513 | 409 | 510 | 573 | 546 | 547 | 517 | 546 | 558 | 554 | 575 | 554 | 570 | 581 | 625 | 604 | 564 | 578 | 575 | 561 | 587 | 558 | 529 | 505 | 507 | 514 | 462 | 529 | 513 | 545 | 535 | 469 |
| Para los censos de 1962 a 1999 la población legal corresponde a la población sin duplicidades (Fuente: INSEE [Consultar]) |     |     |     |     |     |     |     |     |     |     |     |     |     |     |     |     |     |     |     |     |     |     |     |     |     |     |     |     |     |     |     |     |